# Euphorbia triphylla
Euphorbia triphylla là một loài thực vật có hoa trong họ Đại kích. Loài này được (Klotzsch & Garcke) Oudejans mô tả khoa học đầu tiên năm 1989.